# Zeki Ökten
Zeki Ökten (ur. 4 sierpnia 1941 w Stambule, zm. 19 grudnia 2009 tamże) – turecki reżyser filmowy, znany ze swojego socjologicznego i antropologicznego podejścia do otaczającej go rzeczywistości.
Pracę na planie filmowym rozpoczął w 1961 roku w charakterze asystenta reżysera. Asystował przy blisko 40 tytułach, choć od 1963 samodzielnie reżyserował też już swoje filmy. Największe triumfy święcił w latach 70. i 80. XX w., gdy premiery miały jego najbardziej uznane i nagradzane filmy, ukazujące w realistyczny sposób społeczne problemy ówczesnej Turcji: Stado (1978, Złoty Lampart na MFF w Locarno), Wróg (1980, Wyróżnienie Honorowe na 30. MFF w Berlinie) i Pehlivan (1984, Wyróżnienie Honorowe za rolę aktorską na 35. MFF w Berlinie).
Żona reżysera, Güler Ökten, była znaną turecką aktorką.